# Arosio
Arosio is een gemeente in de Italiaanse provincie Como (regio Lombardije) en telt 4521 inwoners (31-12-2004). De oppervlakte bedraagt 2,7 km², de bevolkingsdichtheid is 2235 inwoners per km².

## Demografie
Arosio telt ongeveer 1683 huishoudens. Het aantal inwoners steeg in de periode 1991-2001 met 4,6% volgens cijfers uit de tienjaarlijkse volkstellingen van ISTAT.
| Jaar | Inwoneraantal |
| ---- | ------------- |
| 1991 | 4271          |
| 2001 | 4469          |

## Geografie
De gemeente ligt op ongeveer 300 m boven zeeniveau.
Arosio grenst aan de volgende gemeenten: Carugo, Giussano (MI), Briosco (MI), Inverigo.